# Lasiocala zorni
Lasiocala zorni är en skalbaggsart som beskrevs av Soula 2006. Lasiocala zorni ingår i släktet Lasiocala och familjen Rutelidae. Inga underarter finns listade i Catalogue of Life.